# Goryphus rangaparensis
Goryphus rangaparensis là một loài tò vò trong họ Ichneumonidae.